# 第一次莫斯科—诺夫哥罗德战争
第一次莫斯科—诺夫哥罗德战争（俄语：Московско-новгородская война）是俄罗斯莫斯科大公国和诺夫哥罗德共和国之间於1456年1月到2月爆發的一场短暫的军事冲突。
冲突持续不到一个月。最終兩國签署了和平协议。